# Tilbury
Pour les articles homonymes, voir Tilbury (homonymie).
 (août 2024).
Si vous disposez d'ouvrages ou d'articles de référence ou si vous connaissez des sites web de qualité traitant du thème abordé ici, merci de compléter l'article en donnant les références utiles à sa vérifiabilité et en les liant à la section « Notes et références ».
Tilbury est l'avant port de Londres, dans l'Essex, en Angleterre. Son nom est dérivé du saxon "burgh", place forte et du toponyme "tila", lieu bas. La ville est relativement récente, en revanche le lieu a toujours été un nœud de communication et notamment un point de passage à cause de la proximité de l'autre rive de la Tamise.
La centrale de Tilbury est située à proximité.